# Aleš Pejchal
Aleš Pejchal (* 30. června 1952 Praha) je český právník specializující se na občanské, ústavní, církevní a mezinárodní právo. Je bývalým partnerem v advokátní kanceláři Pejchal, Nespala a spol. V letech 2012–2021 byl českým soudcem u Evropského soudu pro lidská práva.

## Život
V roce 1976 vystudoval Právnickou fakultu Univerzity Karlovy, kde o dva roky později obhájil rigorózní práci Rozhodčí řízení v pracovněprávních sporech a získal titul doktora práv.
Po praxi advokátního koncipienta se stal v roce 1980 advokátem, kterým je až dosud. Byl funkcionářem různých orgánů České advokátní komory i jejím místopředsedou. Prezident Václav Klaus, jehož byl právním poradcem, ho v roce 2003 dvakrát navrhoval ke jmenování soudcem Ústavního soudu, nikdy však nezískal souhlas Senátu, ačkoli jej podporovala advokátní i notářská komora. Za rok 2007 se stal v oboru občanských lidských práv a práva ústavního Právníkem roku, od roku 2011 je členem Legislativní rady vlády.
27. června 2012 byl Parlamentním shromážděním Rady Evropy zvolen soudcem Evropského soudu pro lidská práva. Ve volbě získal hlasy 90 členů shromáždění a porazil tak profesorku mezinárodního práva Mahulenu Hofmannovou i soudce Nejvyššího správního soudu Zdeňka Kühna. Soudcem se stal 1. listopadu 2012 na devítileté funkční období.
Je ženat s právničkou Vladimírou Pejchalovou-Grünwaldovou (*1975).